# Emma Pierson (scientifique, informaticienne)
Pour les articles homonymes, voir Pierson.
Emma Pierson (Arlington, en Virginie) est une scientifique informaticienne américaine qui s'est spécialisé dans l'intelligence artificielle. Elle a obtenu un diplôme en physique et une maîtrise en sciences informatiques de l'Université de Stanford, où elle a étudié la psychologie cognitive et la bio-informatique. Elle a obtenu une Bourse Rhodes pour son travail sur l'utilisation des ordinateurs pour résoudre des problèmes biologiques, et en particulier pour avoir travaillé sur des traitements contre le cancer.
Pour Nicolas Kristoff"s "Sur le Terrain" (dans Le New York Times), elle a contribué à "How to Get More Women to Join the Debate", une contribution sur l'égalité des sexes et les médias sociaux, et un suivi sur sa méthodologie.
Emma Pierson travaille avec le GTEx Consortium et utilise des algorithmes pour étudier les tissus spécifiques de l'expression des gènes dans une tentative de comprendre les maladies complexes pour lesquelles la disponibilité limité des échantillons rend les méthodes de recherche traditionnelles impraticables.